# Keszü
Keszü è un comune dell'Ungheria di 1.310 abitanti (dati 2008) situato nella contea di Baranya, nella regione Transdanubio Meridionale.